# Uchiko
Uchiko (japanska: 内子町?, Uchiko-chō) är en landskommun (köping) i den centrala delen av prefekturen Ehime på ön Shikoku i Japan. Kenzaburo Oe, nobelpristagare i litteratur 1994, föddes i byn Ōse som ingår i Uchikos köping. 